# Zalaszentgróti kőhíd
A Batthyány-kastélytól nyugatra található, négy nyílású, két hídfőre és három középpillérre támaszkodó, kőből épült híd. A Batthyány család 18. századi fa vámhídja helyén épült 1844-1846-ban. Magyarország kiemelt műemléke. Jelenleg egyik oldaláról zárt, megszakad, ezért forgalom nem halad át rajta, és a Zala folyó szabályozása során a vizet is elterelték a híd alól. Szerepét 1975-ben egy, az itt haladó 7336-os úton kicsivel délebbre épített új híd vette át.

## Története
A Batthyány család 18. századi fa vámhídja helyén épült 1844-1846-ban. A II. világháborúban a visszavonuló német seregek a hidat aláaknázták, a felrobbantástól 1945. március 28-án, élete feláldozásával Havdam Hatamov szovjet törzsőrmester mentette meg. Tettének huszadik évfordulóján, 1965-ben a Zalaszentgróti Járási és Községi Tanács a hidat Hatamov-hídra keresztelte, és ezt emléktáblával is megörökítette. Az ünnepélyes ceremóniára az egykori szovjet katona családja is hivatalos volt. Ez a név is segített abban, hogy a kőhíd az új folyóátkelő építésekor – több más hazánkbeli öreg hídtól eltérően - elkerülte a lebontást. [Későbbi hadtörténeti kutatások egyébként megkérdőjelezték Hatamov személyének szerepét a híd sorsával kapcsolatban.]
Az 1990-es évek elejétől rohamosan romlott az állapota, és sokáig félő volt, nem lesz mit megmentenie a híd tulajdonosának, az államnak. A híd a világégésben megmenekült, a karbantartás hiánya (illetve a felújítási munkák szakszerűtlen megkezdése) miatt azonban ekkor jelentős része összeomlott. A kiemelt műemléki státuszának köszönhetően végül összegyűlt a felújításra a pénz, így Zalaszentgrót egyik legfőbb szimbólumát 2001-re felújították, illetőleg újjáépítették. A jövőbeli tervek szerint egy hozzáépített folytatással ismét átíveli majd a folyót, s így fontos láncszemévé válik a majdani teljes Zala-menti kerékpárútnak.

## A kőhíd a művészetben
A kőhíd a Zala árterületével és a mögötte álló kastéllyal és védett parkjával együtt festői látványt alkot, nem véletlen ezért, hogy a műemlék az idők során már számos művészt megihletett.